# Ноттінг Гілл (фільм)
«Ноттінг Гілл» (англ. Notting Hill) — романтична комедія 1999 року, знята Роджером Мічеллом за сценарієм Річарда Кертіса, із Джулією Робертс та Г'ю Ґрантом у головних ролях.

## Сюжет
Анна Скотт (Джулія Робертс) — найпопулярніша світова кінозірка. Епізоди з кінофільму, в якому вона знімалась, друкуються в кожному журналі; не встигне вона зробити крок, як про нього вже знає цілий світ.
Вільям Текер (Г'ю Ґрант) — власник крамнички з продажу путівників. Життя не мед: сусід по квартирі просто жах, і з моменту розлучення із дружиною у Вільяма не було стосунків з жінками.
Їм обом здається, що в їхньому житті не вистачає когось або чогось. І коли шляхи Анни та Вільяма несподівано перетинаються в такому незвичному місці, як Ноттінґ-Гілл, то останнє про що вони думають — це любовний роман. Парі доводиться розв'язувати невирішене питання: чи можуть двоє людей кохати одне одного, коли за ними спостерігає весь світ?

## У ролях
- Джулія Робертс — Анна Скотт, кіноакторка

- Г'ю Ґрант — Вільям Текер, власник книжкової крамниці

- Емма Чемберс — Хані Текер, його сестра

- Тім МакІнерні — Макс
- Г'ю Бонневіль — Берні, приятель Вільяма

- Річард МакКейб — Тоні
- Ріс Іванс — Спайк
- Джеймс Дрейфус — Марті
- Ділан Моран — злодій Руфус
- Роджер Фрост — набридливий покупець
- Генрі Ґудман — конс'єрж-менеджер
- Джуліан Райнд-Татт — журналіст
- Лорелей Кінґ — агент Анни
- Меттью Модін — камео
- Міша Бартон — 12-річна акторка
- Емілі Мортімер — «ідеальна дівчина» Вільяма
- Алек Болдвін — Джефф Кінг (кінозірка)

## Нагороди
Золотий глобус, 2000 рік

Номінації:
- Найкращий фільм (комедія або мюзикл);
- Найкраща чоловіча роль (комедія або мюзикл) (Г'ю Ґрант);
- Найкраща жіноча роль (комедія або мюзикл) (Джулія Робертс);

Британська кіноакадемія, 2000 рік

Переможець в номінації:
- Приз глядацьких симпатій;

Номінації:
- Найкраща чоловіча роль другого плану (Ріс Іванс);
- Премія імені Александра Корди за найвидатніший британський фільм року.